# 맨체스터 시티 FC 2013-14 시즌

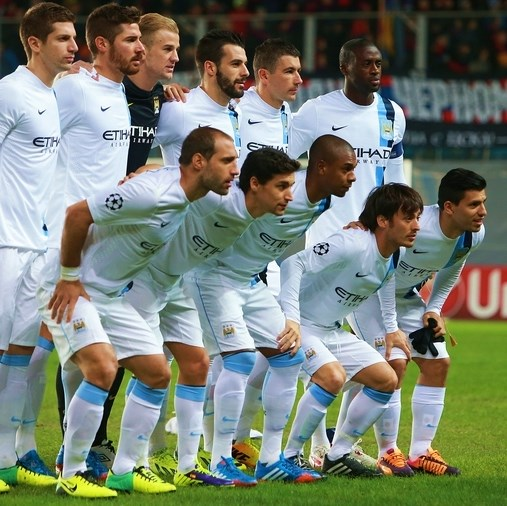

맨체스터 시티 2013-14 시즌은 맨체스터 시티 축구단의 112번째 시즌이다.

## 친선 경기

### 비 시즌

#### 만델라의 날 기념 축구 초청 경기
| 친선전 2013년 7월 14일 | 슈퍼스포츠 유나이티드                   | 2–0    | 맨체스터 시티 | 남아프리카 공화국 프리토리아                       |  |  |
| 15:00 SAST (UTC+02)    | 마메 니앙 56′ · 커르미트 에라스무스 82′ | 리포트 |               | 경기장: 로프터스 버스펠드 스타디움 관중 수: 18,700 |  |  |
|                        |                                         |        |               |                                                    |  |  |

| 친선전 2013년 7월 18일 | 아마줄루                                     | 2–1    | 맨체스터 시티   | 남아프리카 공화국 더반                                           |  |  |
| 20:00 SAST (UTC+02)    | 봉가니 둘룰라 20′ · 니아돔보 89′ (패널티 골) | 리포트 | 제임스 밀너 26′ | 경기장: 모세스 마비다 스타디움 관중 수: 25,000 심판: 다니엘 베넷 |  |  |
|                        |                                              |        |                 |                                                                  |  |  |

#### 프리미어리그 아시아 트로피
| 준결승 2013년 7월 24일 | 사우스 차이나 | 0–1    | 맨체스터 시티 | 홍콩                                                               |  |  |
| 20:30 HKT (UTC+08)     |               | 리포트 | 에딘 제코 22′ | 경기장: 홍콩 대구장 관중 수: 35,950 심판: 앤서니 테일러 (잉글랜드) |  |  |
|                        |               |        |               |                                                                    |  |  |

| 결승 2013년 7월 27일 | 맨체스터 시티 | 1–0    | 선덜랜드 | 홍콩                                                               |  |  |
| 20:30 HKT (UTC+08)   | 에딘 제코 8′  | 리포트 |          | 경기장: 홍콩 대구장 관중 수: 37,433 심판: 앤서니 테일러 (잉글랜드) |  |  |
|                      |               |        |          |                                                                    |  |  |

#### 아우디컵
| 준결승 2013년 7월 31일 | 맨체스터 시티                                                                     | 5–3    | 밀란                                            | 독일 뮌헨                                               |  |  |
| 18:15 CET (UTC+01)     | 다비드 실바 3′ · 마이카 리처즈 19′ · 알렉산다르 콜라로브 22′ · 에딘 제코 32′, 36′ | 리포트 | 스테판 엘 샤라위 37′, 39′ · 안드레아 페타냐 43′ | 경기장: 알리안츠 아레나 관중 수: 52,000 심판: 피터 지펠 |  |  |
|                        |                                                                                   |        |                                                 |                                                         |  |  |

| 결승 2013년 8월 1일 | 바이에른 뮌헨                                  | 2–1    | 맨체스터 시티       | 독일 뮌헨                                                     |  |  |
| 20:30 CET (UTC+01)  | 토마스 뮐러 66′ (페널티) · 마리오 만주키치 71′ | 리포트 | 알바로 네그레도 60′ | 경기장: 알리안츠 아레나 관중 수: 68,000 심판: 볼프강 슈타르크 |  |  |
|                     |                                                |        |                     |                                                               |  |  |

#### 칼스버그 슈퍼매치
| 2013년 8월 10일    | 맨체스터 시티       | 1-3    | 아스널                                           | 핀란드 헬싱키                  |  |  |
| 17:00 EET (UTC+02) | 알바로 네그레도 79′ | 리포트 | 시오 월컷 8′ · 에런 램지 58′ · 올리비에 지루 61′ | 경기장: 헬싱키 올림픽 스타디움 |  |  |
|                    |                     |        |                                                  |                                |  |  |

## 정식 경기

### 프리미어리그

#### 결과 요약
| 전체 | 전체 | 전체 | 전체 | 전체 | 전체 | 전체 | 전체 | 홈 | 홈 | 홈 | 홈 | 홈 | 홈  | 어웨이 | 어웨이 | 어웨이 | 어웨이 | 어웨이 | 어웨이 |
| 경기 | 승점 | 승   | 무   | 패   | 득   | 실   | 차   | 승 | 무 | 패 | 득 | 실 | 차  | 승     | 무     | 패     | 득     | 실     | 차     |
| ---- | ---- | ---- | ---- | ---- | ---- | ---- | ---- | -- | -- | -- | -- | -- | --- | ------ | ------ | ------ | ------ | ------ | ------ |
| 38   | 86   | 27   | 5    | 6    | 102  | 37   | +65  | 17 | 1  | 1  | 63 | 13 | +50 | 10     | 4      | 5      | 39     | 24     | +15    |

출처: Premier League

#### 경기
| 1 2013년 8월 19일 | 맨체스터 시티                                                       | 4-0    | 뉴캐슬 유나이티드 | 맨체스터                                                      |  |  |
| 20:00 BST         | 다비드 실바 7′ · 세르히오 아구에로 23′ · 야야 투레 52′ · 나스리 76′ | 리포트 |                   | 경기장: 에티하드 스타디움 관중 수: 46,842 심판: 안드레 마리너 |  |  |
|                   |                                                                     |        |                   |                                                               |  |  |

| 2 2013년 8월 25일 | 카디프 시티                                | 3-2    | 맨체스터 시티                         | 카디프                                                         |  |  |
| 16:00 BST         | 아론 귄나르손 60′ · 프레이저 캠벨 79′, 87′ | 리포트 | 에딘 제코 52′ · 알바로 네그레도 90+2′ | 경기장: 카디프 시티 스타디움 관중 수: 27,068 심판: 리 프로버트 |  |  |
|                   |                                            |        |                                       |                                                                |  |  |

| 3 2013년 8월 31일 | 맨체스터 시티                       | 2-0    | 헐 시티 | 맨체스터                                                  |  |  |
| 12:45 BST         | 알바로 네그레도 65′ · 야야 투레 90′ | 리포트 |         | 경기장: 에티하드 스타디움 관중 수: 46,903 심판: 필 다우드 |  |  |
|                   |                                     |        |         |                                                           |  |  |

| 4 2013년 9월 14일 | 스토크 시티 | 0-0    | 맨체스터 시티 | 스토크온트렌트                                                      |  |  |
| 15:00 BST         |             | 리포트 |               | 경기장: 브리타니아 스타디움 관중 수: 25,052 심판: 마크 클라텐부르그 |  |  |
|                   |             |        |               |                                                                     |  |  |

| 5 2013년 9월 22일 | 맨체스터 시티                                                    | 4-1    | 맨체스터 유나이티드 | 맨체스터                                                  |  |  |
| 16:00 BST         | 세르히오 아구에로 16′, 47′ · 야야 투레 45+1′ · 사미르 나스리 50′ | 리포트 | 웨인 루니 87′       | 경기장: 에티하드 스타디움 관중 수: 47,156 심판: 하워드 웹 |  |  |
|                   |                                                                  |        |                     |                                                           |  |  |

| 6 2013년 9월 28일 | 애스턴 빌라                                                      | 3-2    | 맨체스터 시티                 | 버밍엄                                              |  |  |
| 15:00 BST         | 카림 엘 아마디 51′ · 레안드로 바쿠나 73′ · 안드레아스 바이만 75′ | 리포트 | 야야 투레 45′ · 에딘 제코 56′ | 경기장: 빌라 파크 관중 수: 34,063 심판: 마이크 존스 |  |  |
|                   |                                                                  |        |                               |                                                     |  |  |

| 18 2013년 12월 26일 | 맨체스터 시티                           | 2-1    | 리버풀            | 맨체스터                                                  |  |  |
| 15:00 GMT           | 뱅상 콩파니 31′ · 알바로 네그레도 45+1′ | 리포트 | 필리피 코치뉴 24′ | 경기장: 에티하드 스타디움 관중 수: 47,351 심판: 리 메이슨 |  |  |
|                     |                                         |        |                   |                                                           |  |  |

| 19 2013년 12월 28일 | 맨체스터 시티 | 1-0    | 크리스털 팰리스 | 맨체스터                                                      |  |  |
| 15:00 GMT           | 에딘 제코 66′ | 리포트 |                 | 경기장: 에티하드 스타디움 관중 수: 47,107 심판: 안드레 마리너 |  |  |
|                     |               |        |                 |                                                               |  |  |

| 20 2014년 1월 1일 | 스완지 시티 | v | 맨체스터 시티 | 스완지                  |  |  |
| 15:00 GMT         |             |   |               | 경기장: 리버티 스타디움 |  |  |
|                   |             |   |               |                         |  |  |

### FA컵
| 3라운드 2014년 1월 4일 | 블랙번 로버스 | 1-1 | 맨체스터 시티         | 블랙번              |  |  |
| 15:00 GMT              | 스콧 댄 55′   |     | 알바로 네그레도 45+1′ | 경기장: 이우드 파크 |  |  |
|                        |               |     |                       |                     |  |  |

| 재경기 2014년 1월 15일 | 맨체스터 시티                                                           | 5-0 | 블랙번 로버스 | 맨체스터                                  |  |  |
| 20:10 GMT              | 알바로 네그레도 45+1′, 47′ · 에딘 제코 67′, 79′ · 세르히오 아구에로 73′ |     |               | 경기장: 에티하드 스타디움 관중 수: 35,000 |  |  |
|                        |                                                                         |     |               |                                           |  |  |

### 리그 컵
| 3라운드 2013년 9월 24일 | 맨체스터 시티                                                                | 5-0 | 위건 애슬레틱 | 맨체스터                                                    |  |  |
| 19:45 BST               | 에딘 제코 33′ · 스테반 요베티치 60′, 83′ · 야야 투레 76′ · 헤수스 나바스 86′ |     |               | 경기장: 에티하드 스타디움 관중 수: 25,519 심판: 케빈 프렌드 |  |  |
|                         |                                                                              |     |               |                                                             |  |  |

| 4라운드 2013년 10월 30일 | 뉴캐슬 유나이티드 | 0-2 | 맨체스터 시티                        | 뉴캐슬어폰타인                                               |  |  |
| 19:45 GMT                |                   |     | 알바로 네그레도 99′ · 에딘 제코 105′ | 경기장: 세인트 제임스 파크 관중 수: 33,846 심판: 닐 스워브릭 |  |  |
|                          |                   |     |                                      |                                                              |  |  |

| 5라운드 2013년 12월 17일 | 레스터 시티       | 1-3 | 맨체스터 시티                               | 레스터                                                     |  |  |
| 19:45 GMT                | 로이드 다이어 77′ |     | 알렉산다르 콜라로브 8′ · 에딘 제코 41′, 53′ | 경기장: 킹 파워 스타디움 관중 수: 31,319 심판: 로저 이스트 |  |  |
|                          |                   |     |                                             |                                                            |  |  |

| 준결승 1차전 2014년 1월 8일 | 맨체스터 시티                                                      | 6-0    | 웨스트 햄 유나이티드 | 맨체스터                                                    |  |  |
| 19:45 GMT                   | 알바로 네그레도 12′, 26′, 49′ · 야야 투레 41′ · 에딘 제코 61′, 89′ | 리포트 |                      | 경기장: 에티하드 스타디움 관중 수: 30,381 심판: 조너선 모스 |  |  |
|                             |                                                                    |        |                      |                                                             |  |  |

| 준결승 2차전 2014년 1월 21일 | 웨스트 햄 유나이티드 | 0-3 (합계 0-9) | 맨체스터 시티                                   | 런던                                |  |  |
| 15:00 GMT                    |                      |                | 알바로 네그레도 3′, 58′ · 세르히오 아구에로 24′ | 경기장: 업튼 파크 심판: 크리스 포이 |  |  |
|                              |                      |                |                                                 |                                     |  |  |

| 결승 2014년 3월 2일 | 맨체스터 시티                                         | 3-1 | 선덜랜드          | 런던                                                      |  |  |
| 14:00 GMT           | 야야 투레 55′ · 사미르 나스리 56′ · 헤수스 나바스 90′ |     | 파비오 보리니 10′ | 경기장: 웸블리 스타디움 관중 수: 84,697 심판: 마틴 앳킨슨 |  |  |
|                     |                                                       |     |                   |                                                           |  |  |

### UEFA 챔피언스리그

#### 조별 리그
| 팀            | 경기 | 승 | 무 | 패 | 득 | 실 | 차  | 승점 |
| ------------- | ---- | -- | -- | -- | -- | -- | --- | ---- |
| 바이에른 뮌헨 | 6    | 5  | 0  | 1  | 17 | 5  | +12 | 15   |
| 맨체스터 시티 | 6    | 5  | 0  | 1  | 18 | 10 | +8  | 15   |
| 빅토리아 플젠 | 6    | 1  | 0  | 5  | 6  | 17 | −11 | 3    |
| CSKA 모스크바 | 6    | 1  | 0  | 5  | 8  | 17 | −9  | 3    |

| 1 2013년 9월 17일 | 빅토리아 플젠 | 0-3    | 맨체스터 시티                                         | 체코 플젠                                                      |  |  |
| 20:45 CET (UTC+1) |               | 리포트 | 에딘 제코 48′ · 야야 투레 53′ · 세르히오 아구에로 58′ | 경기장: 두산 아레나 관중 수: 11,000 맨 오브 더 매치: 야야 투레 |  |  |
|                   |               |        |                                                       |                                                                |  |  |

| 2 2013년 10월 2일 | 맨체스터 시티       | 1-3    | 바이에른 뮌헨                                        | 잉글랜드 맨체스터                                                                |  |  |
| 19:45 BST (UTC+1) | 알바로 네그레도 80′ | 리포트 | 프랑크 리베리 6′ · 토마스 뮐러 50′ · 아르연 로번 59′ | 경기장: 시티 오브 맨체스터 스타디움 관중 수: 45,021 맨 오브 더 매치: 아르연 로번 |  |  |
|                   |                     |        |                                                      |                                                                                  |  |  |

| 3 2013년 10월 23일 | CSKA 모스크바   | 1-2    | 맨체스터 시티              | 러시아 모스크바                                                              |  |  |
| 20:00 MSK (UTC+4)  | 조란 토시치 32′ | 리포트 | 세르히오 아구에로 34′, 42′ | 경기장: 루즈니키 스타디움 관중 수: 14,000 맨 오브 더 매치: 세르히오 아구에로 |  |  |
|                    |                 |        |                            |                                                                              |  |  |

| 4 2013년 11월 5일 | 맨체스터 시티                                                 | 5-2    | CSKA 모스크바                   | 잉글랜드 맨체스터                                                                    |  |  |
| 19:45 GMT (UTC+0) | 세르히오 아구에로 3′ (페널티) · 알바로 네그레도 30′, 51′, 90′ | 리포트 | 세이두 둠비아 45′, 71′ (페널티) | 경기장: 시티 오브 맨체스터 스타디움 관중 수: 35,000 맨 오브 더 매치: 알바로 네그레도 |  |  |
|                   |                                                               |        |                                 |                                                                                      |  |  |

| 5 2013년 11월 27일 | 맨체스터 시티                                                                            | 4-2    | 빅토리아 플젠                             | 잉글랜드 맨체스터                                                                  |  |  |
| 19:45 GMT (UTC+0)  | 세르히오 아구에로 33′ (페널티) · 사미르 나스리 65′ · 알바로 네그레도 78′ · 에딘 제코 89′ | 리포트 | 토마스 호라바 43′ · 스타니슬라프 테슬 69′ | 경기장: 시티 오브 맨체스터 스타디움 관중 수: 37,742 맨 오브 더 매치: 사미르 나스리 |  |  |
|                    |                                                                                          |        |                                           |                                                                                    |  |  |

| 6 2013년 12월 10일 | 바이에른 뮌헨                    | 2-3    | 맨체스터 시티                                                        | 독일 뮌헨                                                            |  |  |
| 20:45 CET (UTC+1)  | 토마스 뮐러 5′ · 마리오 괴체 12′ | 리포트 | 다비드 실바 28′ · 알렉산다르 콜라로브 59′ (페널티) · 제임스 밀너 62′ | 경기장: 알리안츠 아레나 관중 수: 60,000 맨 오브 더 매치: 제임스 밀너 |  |  |
|                    |                                  |        |                                                                      |                                                                      |  |  |

#### 토너먼트

##### 16강
| 1차전 2014년 2월 18일 | 맨체스터 시티 | 0-2    | 바르셀로나                                       | 잉글랜드 맨체스터                                             |  |  |
| 19:45 GMT (UTC+0)     |               | 리포트 | 리오넬 메시 54′ (페널티) · 다니에우 아우베스 90′ | 경기장: 에티하드 스타디움 관중 수: 46,033 심판: 요나스 에릭손 |  |  |
|                       |               |        |                                                  |                                                               |  |  |

| 2차전 2014년 3월 12일 | 바르셀로나                                | 2-1 (합계 4-1) | 맨체스터 시티   | 스페인 바르셀로나                                   |  |  |
| 19:45 GMT (UTC+0)     | 리오넬 메시 67′ · 다니에우 아우베스 90+1′ | 리포트         | 뱅상 콩파니 89′ | 경기장: 캄 노우 관중 수: 85,957 심판: 스테판 라누아 |  |  |
|                       |                                           |                |                 |                                                     |  |  |

## 수상

### 프리미어리그 이달의 선수상
매달 프리미어리그 스폰서 선정단 패널들이 뽑은 선수에게 주어진다.
| 달   | 선수              |
| ---- | ----------------- |
| 10월 | 세르히오 아구에로 |

## 영입과 이적

### 영입
| \| 영입일 \| 포지션 \| 번호 \| 선수 \| 이전 팀 \| 이적료 \| \| --------------- \| ------ \| ---- \| ----------------- \| ------------------- \| -------------------- \| \| 2013년 6월 6일 \| MF \| 25 \| 페르난지뉴 \| 샤흐타르 도네츠크 \| 3,000만 파운드[2][3] \| \| 2013년 6월 11일 \| MF \| 15 \| 헤수스 나바스 \| 세비야 \| 1,490만 파운드[4] \| \| 2013년 7월 19일 \| FW \| 9 \| 알바로 네그레도 \| 세비야 \| 2,000만 파운드[5] \| \| 2013년 7월 19일 \| FW \| 35 \| 스테반 요베티치 \| 피오렌티나 \| 2,200만 파운드[6] \| \| 2013년 9월 1일 \| DF \| 26 \| 마르틴 데미첼리스 \| 아틀레티코 마드리드 \| 400만 파운드 \| |        |      |                   |                     |                |
| 영입일 | 포지션 | 번호 | 선수              | 이전 팀             | 이적료         |
| 2013년 6월 6일 | MF     | 25   | 페르난지뉴        | 샤흐타르 도네츠크   | 3,000만 파운드 |
| 2013년 6월 11일 | MF     | 15   | 헤수스 나바스     | 세비야              | 1,490만 파운드 |
| 2013년 7월 19일 | FW     | 9    | 알바로 네그레도   | 세비야              | 2,000만 파운드 |
| 2013년 7월 19일 | FW     | 35   | 스테반 요베티치   | 피오렌티나          | 2,200만 파운드 |
| 2013년 9월 1일 | DF     | 26   | 마르틴 데미첼리스 | 아틀레티코 마드리드 | 400만 파운드   |

### 이적
| 이적일          | 포지션 | 번호 | 선수             | 이적한 팀 | 이적료         |
| --------------- | ------ | ---- | ---------------- | --------- | -------------- |
| 2013년 7월 1일  | DF     | 28   | 콜로 투레        | 리버풀    | 방출           |
| 2013년 7월 1일  | DF     | 19   | 웨인 브리지      | 레딩      | 방출           |
| 2013년 7월 1일  | FW     | 24   | 로케 산타 크루스 | 말라가    | 방출           |
| 2013년 6월 27일 | FW     | 32   | 카를로스 테베스  | 유벤투스  | 1,200만 파운드 |
| 2013년 7월 16일 | DF     | 3    | 마이콘           | AS 로마   | 300만 파운드   |